# 사회과학원
사회과학원(社會科學院)은 조선민주주의인민공화국 과학원 산하 국립 연구기관으로서 과학원의 산하 기관이다. 철학, 사회학, 경제학 등을 연구하며 력사 부문은 력사연구소가 따로 존재한다. 철학 부문은 일부 철학연구소로 이관되었다.

## 연혁
- 과학원 산하 사회과학련구소 설치
- 사회과학원으로 승격

## 산하 조직
- 경제연구소
- 세계경제연구소
- 남남협조연구소
- 민족통일문제연구소
- 조선사회과학자협회

## 역대 원장, 부원장

### 역대 사회과학연구원장
- 홍기문(洪起文) 1969년 4월 ~
- 전금철(全今哲) 1990년 ~ , 통일문제연구소장 겸직

- 태형철(太炯哲) 1997년 8월 ~ 1998년, 원장 직무대리
- 태형철(太炯哲) 1998년 ~ 2000년, 원장
- 태형철(太炯哲) 2000년 ~ 2012년 6월
- 리혜정 2012년 6월 ~

### 역대 제1부원장
- 김철식 1991년 12월 ~ 1997년 12월, 사회과학자협회 제1부위원장으로 전출

### 역대 부원장
- 홍기문(洪起文) 1964년 4월 ~ 1966년
- 홍기문(洪起文) 1966년 ~ 1969년 4월

- 김철식 1980년 3월 ~

- 태형철(太炯哲) 1990년 10월 ~ 1994년 2월
- 태형철(太炯哲) 1994년 2월 ~ 1997년 8월

- 지승철